# 寺崎盛永
寺崎 盛永（てらさき もりなが）は、戦国時代から安土桃山時代にかけての武将。上杉氏、のちに織田氏の家臣。越中国願海寺城主。

## 略歴
寺崎氏は越中国婦負郡の国人。天文21年（1552年）、盛永は井田城主の飯田利忠と天神林で戦い、天正2年（1574年）に能登畠山氏で紛争が起こった際には能登国二宮まで攻め込んだという。
その後、盛永は小島職鎮とともに上杉謙信の麾下に属し、元亀3年（1572年）6月18日には毛利秀広との連署で鰺坂長実に日宮城の敗戦を報じている。
天正6年（1578年）、謙信が急死したのち織田氏の勢力が越中に及ぶと、盛永は上杉氏から離反して織田信長に与した。しかし天正9年（1581年）3月に上杉景勝が越中に侵攻した際、盛永は景勝と誼を通じたため、同年5月に信長が派遣した菅屋長頼によって願海寺城を落とされた（『上杉古文書』）。『信長公記』によれば、6月11日、盛永は息子の喜六郎とともに佐和山城に護送され、7月17日に信長の命令によって切腹したという。このとき、喜六郎は17歳の美少年で、その最期は見事であったと太田牛一は書き留めている。
なお、安部政吉が景勝側近の樋口与六（直江兼続）に5月6日付けで宛てた連署状によると、盛永は能登で切腹させられたとしているが、谷口克広はこれは誤聞であると推測している。